# Юрі (співачка)
Юрідія Валенсуела Кансеко (нар. 6 січня 1964), відома як Юрі, — мексиканська співачка, акторка і телеведуча. Кар'єру розпочала в підлітковому віці, в 1978 році випустивши дебютний альбом Tú Iluminas mi Vida. Швидко здобувши популярність, Юрі отримала визнання на фестивалі OTI в 1980 році. Протягом 1980-х і початку 1990-х Юрі стала однією з найпопулярніших співачок попмузики  в Мексиці та Латинській Америці,  Її вокальна майстерність та універсальність дозволяють їй успішно працювати в різних жанрах, включаючи поп, денс, ранчеру та тропічну музику.
У середині 1990-х Юрі призупинила музичну кар'єру, прийнявши протестантизм, і на кілька років присвятила себе християнській музиці та госпелу. 2002 року Юрі повернулася до комерційної музики, цього разу зі ще більшим успіхом. Вона випустила 29 студійних альбомів та продала понад 20 мільйонів копій по всьому світу, ставши однією з найбільш продаваних латиноамериканських виконавиць в історії. Поряд з музичною кар'єрою вона також з’явилася в кількох теленовелах та фільмах і була телеведучою в різних шоу. 2018 року вона отримала нагороду Latin Grammy Lifetime Achievement Award, ставши наймолодшим артистом, який її виграв, у віці 54 років.

## Раннє життя
Юрідія Валенсуела Кансеко народилася 6 січня 1964 року у Веракрусі в сім'ї лікаря Карлоса Умберто Валенсуели та Дульсе Кансеко і має двох братів і сестер. У дитинстві Юрі вивчала класичний танець та в 11 років виграла стипендію у Великому балеті Росії, але її батьки не дозволили їй скористатися нею, натомість зосередивши її кар'єру на співі. У Веркрусі вона вивчала вокал у різних навчальних закладах, а в 1976 році разом з групою, яку назвали La Manzana Eléctrica, дебютувала на музичних сценах, виконуючи кавер-версії популярних пісень таких виконавців, як Майкл Джексон і Дженіс Джоплін. Завдяки локальному успіху та харизмі Юрі групу перейменували на Yuri y La Manzana Eléctrica. Під час цих виступів вона познайомилася з відомою співачкою Селією Круз, оскільки Юрі та її група супроводжували Круз під час виступів   у Веракрусі. Відзначаючи свій великий талант, Юрі незабаром підписала контракт зі звукозаписною компанією GAMMA, що стало важливим кроком у її кар'єрі. Під час презентації гурту художній та репертуарний керівник, аранжувальник Хуліо Харамільо Аренас зі звукозаписної компанії GAMMA виявив потенціал співачки та запропонував записати її перший альбом. Її мати прийняла пропозицію, і з цього моменту стала її менеджером. Вони переїхали до Мехіко, але без фінансової підтримки родини.

## Кар'єра
У 1978 році, під керівництвом продюсера Хуліо Харамільо (не плутати зі співачкою Хуліо Харамільо), Юрі випустила свій дебютний альбом Tú Iluminas mi Vida, який включав іспанську версію пісні You Light Up My Life американської співачки Деббі Бун. Хоча альбом не досяг бажаного успіху, він все ж став важливою віхою в її кар'єрі.
Цей період також подарував Юрі можливість знятися у своїй першій акторській роботі у фільмі Milagro en el circo (1979), де з’явився відомий мексиканський комік Сепілін. Крім того, вона почала співпрацювати в програмі En familia con Chabelo на телеканалі Televisa, що допомогло їй здобути популярність у телевізійних шоу.   

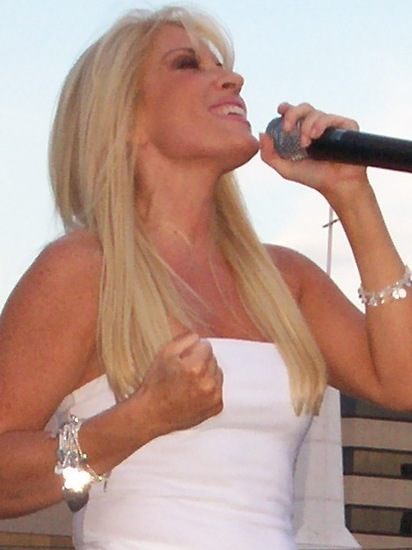
Юрі

1979 року Юрі брала участь у фестивалі OTI, але була дискваліфікована через звинувачення у плагіаті пісні Siempre habrá un mañana, яка, як стверджувалося, була схожа на MacArthur Park американської співачки Донни Саммер. Попри це, журі фестивалю одноголосно вирішило нагородити її призом "Жіноче одкровення фестивалю", що підтверджує її талант. Вона також стала наймолодшою співачкою, яка брала участь у цьому фестивалі.

### 1980-ті роки
1980 року, знову під керівництвом Харамільо Аренаса, Юрі записала свій другий альбом Esperanzas, який приніс їй перший великий комерційний успіх завдяки заголовній пісні Esperanzas. Того ж року вона дебютувала як телевізійна актриса в популярній мексиканській  теленовелі Колорина з Люсією Мендес у головній ролі (Televisa). Пізніше вона також знялася в теленовелі Вероніка разом із Крістіаною Бах.
Альбом Esperanzas було випущено в Центральній і Південній Америці, Карибському басейні та США. Сингли Primer amor, Goma de mascar і Regresaré посіли перші місця в чартах по всій Латинській Америці.
1981 року Юрі вдруге взяла участь у фестивалі OTI, посіла третє місце в мексиканському відборі та отримала нагороду «Найкраща виконавиця» за пісню Deja, написану співаком Хосе Маріо Наполеоном. Наступного року вона випустила третій альбом Llena de dulzura, який став «золотою платівкою» в Латинській Америці. До його складу увійшли хіти Mi timidez, Llena de dulzura, Tú y yo, Este amor no se toca та Maldita primavera (іспанська версія Maledetta італійської співачки Лоретти Годжі). Юрі також стала першою латиноамериканською співачкою, яка отримала «золоту платівку» в Іспанії.
Того ж року вона записала сингл El panda de Chapultepec, присвячений першій панді, народженій у неволі за межами Китаю. Сингл було продано понад мільйон примірників, а пізніше він увійшов до перевидання альбому.
1983 року Юрі продовжила успіх із четвертим альбомом Юрія: Sí, soy así, який включав один із її найбільших хітів — Yo te amo, te amo. Вона також знялася у своєму другому фільмі Secuestro en Acapulco разом із венесуельським чоловічим гуртом Los Chamos.
У 1984 році вийшов її п'ятий альбом Karma Kamaleón, який містив іспанську версію пісні Karma Chameleon британського гурту Culture Club. Того ж року вона втретє взяла участь у фестивалі OTI з піснею Tiempos Mejores Серхіо Андраде, перемогла в національному відборі та представила Мексику на міжнародному рівні, де посіла третє місце та отримала нагороду «Найкраща виконавиця фестивалю».
Юрі також стала першою мексиканською співачкою, яка отримала престижну нагороду Срібний факел на Міжнародному пісенному фестивалі у Вінья-дель-Мар (Чілі)
1985 року вона підписала контракт з EMI Music і випустила альбом Yo te pido amor, за який отримала номінацію на премію Ґреммі. Сингли Yo te pido amor, Déjala і Dame un beso стали хітами в Латинській Америці.
Того ж року Юрі з'явилася на сторінках Playboy у фотосесії відомого фотографа Помпео Позара. Продажі журналу зросли, хоча вона не позувала оголеною.
1986 року вийшов альбом Un corazón herido з хітами Es ella más que yo, Hoy me he vuelto a enamorar та Un corazón herido.
1987 року Юрій востаннє взяла участь у фестивалі OTI з піснею La locura de vivir, але зазнала невдачі — її виступ вважали надто сміливим, і вона не пройшла відбір.
1988 року вона випустила успішний альбом Aire, а також синглі Cuando baja la marea, Qué te pasa та Amores clandestinos очолили чарти. Пісня Qué te pasa встановила рекорд у Billboard Hot Latin Tracks, здобувши перше місце за 16 тижнів поспіль і загалом перебуваючи в рейтингу 33 тижні.
Після цього Юрі  за запрошенням Маркоса Мейнарда і Мануеля Кальдерона підписала контракт із CBS Records (нині Sony Music) і випустила альбом Isla del Sol, який поєднував танцювальні, реп, поп, рок та баладні мотиви. Успішними стали сингли Hombres al Borde de un Ataque de Celos (який повернув її на перше місце Billboard Hot Latin Tracks), Imposible amarte como yo, No puedo más та Hola.    Пісня Hola була номінована на Греммі за найкраще музичне відео, а Юрі отримала нагороду Premios Lo Nuestro за внесок у латинську музику. Альбом також був випущений в Бразилії.

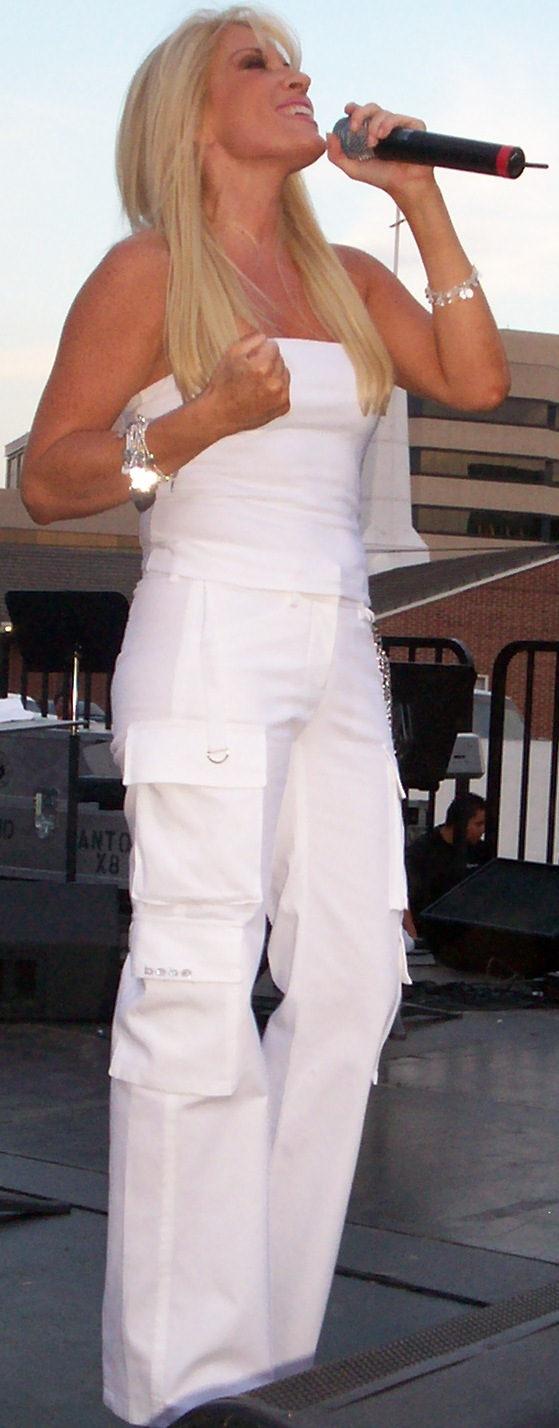
Юрі

У цей період Юрі записала дует із Доном Джонсоном (A Better Place іспанською).
Завдяки її популярності EMI випустили збірку Algo de mi vida, що включала записані, але не видані  в Мексиці пісні співачки.
У вересні 1989 року вона випустила альбом Sui Generis, з якого успішно стали сингли Embrujada та Me tienes que querer.

### 1990-ті роки
Після розлучення з першим чоловіком Юрі повернулася до кар'єри та записала альбом Soy Libre під керівництвом продюсера Маріано Переса. Через три місяці після виходу він розійшовся накладом понад пів мільйона копій. Сингли «Quién eres tú», «Todo mi corazón» і «El apagón» стали хітами. Вона вдруге з'явилася в журналі Playboy та  представила шоу, яке отримало визнання критиків і публіки. Через ефектну сценічну подачу преса та шанувальники почали порівнювати її з Мадонною, що спричинило скаргу. Темою зацікавилися навіть американські ЗМІ, зокрема програма Hard Copy.
1991 року Юрі  повернулася до акторства, знявшись у фільмі Soy libre режисера Хуана Антоніо де ла Ріва з Омаром Фієрро та Крістіаною Бах.
1992 року вона випустила дванадцятий альбом Obsesiones, знову під продюсуванням Маріано Переса. До нього увійшли іспанська версія пісні As Time Goes By (Decir adiós), дует із сальса співаком Луїсом Енріке (Química perfecta), а також хіти Así es la vida і Poligam.
У 1993 році вийшов альбом Nueva era, продюсером якого став Алехандро Сепеда. Найбільшу популярність здобули пісні Detrás de mi ventana (написана Рікардо Архона), Amiga mía та Si falta el amor. У деяких країнах також популярний став Celia Mix — попурі з пісень Селії Крус.
1994 року Юрі дебютувала як телеведуча гумористично-музичного шоу ¡No te muevas! та знялася в теленовелі Volver a empezar разом із пуерториканським співаком Чаянном. 1995 року вона вдруге взяла участь у фестивалі у Вінья-дель-Мар. Напружений графік підірвав її здоров'я — у співачки виявили пухлини на голосових зв'язках, що призвело до депресії. Попри це, вона випустила альбом Espejos del Alma, який мав успіх, хоча через проблеми зі здоров'ям Юрі зуміла дати лише кілька виступів.
Юрі прийняла католицизм 1987 року, щоб повінчатися зі своїм першим чоловіком. 1994 року вона перейшла до протестантизму, викликавши ажіотаж у ЗМІ. Згодом вона знялася у християнському фільмі Altos instintos та взяла участь у записі альбому Boleros por amor y desamor під лейблом Fonovisa, в якому він інтерпретує тему  пісні El espejo.
1996 року Юрі випустила альбом Más fuerte que la vida, який містив ранчеро версію її хітів та християнську пісню, що дала назву альбому. 1997 року вона зняла автобіографічний фільм Yuri, mi verdadera historia, де відверто розповіла про труднощі, які пережила, попри славу, гроші та успіх. 1998 року вона підписала контракт із лейблом Polygram і випустила госпелальбом Huellas. У цей період Юрі повністю змінила імідж, відмовившись від статусу секс-символу, і почала записувати християнську музику.
Сингл Hoy que estamos juntos, записаний у дуеті з її іншим чоловіком Родріго, швидко втратив популярність через появу версії Дженніфер Лопес і Марка Ентоні із зовсім іншим текстом. Популярність Юрі почала спадати, після чого вона зосередилася на релігійній музиці. Втративши контракти та всю аудиторію, вона почала давати концерти користувачам для християнської публіки. Коли було випущено сингл Ven y tócame, співачка задумалася про завершення кар'єри.

### 2000-ті роки
Юрі вирішує повернутися до світської музики в середині 2001 року, поступившись вмовлянням її шанувальників. Вона дала кілька телевізійних виступів, виконуючи свої хіти в нових аранжуваннях. Офіційне повернення відбулося  2002 року з випуску альбому Enamorada, де вона відійшла від релігійної тематики та повернулася до пісень про кохання. Головним хітом альбому стала бачата Ya no vives en mí.  Того ж року Юрій зіграла спеціальну роль у дитячій теленовелі Vivan los niños.
2003 року вона підписала контракт із Sony Music і на  прохання лейблу записала альбом у жанрі ранчера Yuri/A lo Mexicano. До нього увійшли дуети з Вісенте Фернандесом, Аною Барбарою, Міхаресом і гуртом Pandora.
З 2004 року впродовж трьох сезонів Юрі була ведучою реаліті-шоу Objetivo Fama, які записували в Пуерто-Ріко. У 2006 році вона випустила кавер альбом Acompáñame разом із Міхаресом. Перший сингл Callados привернув  увагу публіки, а сам альбом отримав платиновий диск, хоча не досяг значного успіху на радіо. Водночас співачка вирушила у тур Cantar por cantar разом із Міхаресом і Рікардо Монтанеро. Крім того, вона стала членом журі реаліті-шоу Cantando por un sueño від Televisa, де працює разом із Монтанеро, Адріаном Поссе та Сусаною Сабалетою протягом трьох сезонів.
2007 року Юрі залишає Sony Music і дає успішний концерт у Театрі де ла Сьюдад у Мехіко. Виступ був записаний і випущений у форматах DVD та CD під назвою Vive la Historia, що включає неопубліковану раніше пісню Y llegaste tú. Композиція швидко піднялася в чартах і отримала комерційний успіх.
У січні 2008 року Маноло Кальдерон запросив Юрі приєднатися до лейблу Televisa EMI Music. Вона також стала ведучою вечірнього шоу Noche de estrellas, у якому виконувала дуети із запрошеними артистами, серед яких Лупіта Д'Алессіо, Енріке Іглесіас і Хуанес.
У грудні того ж року вона випустила альбом Mi Hijita Linda у жанрі латиноамериканської попмузики. На прохання лейблу співачка перезаписала кілька популярних пісень у стилі кумбанчеро, продовжуючи концепцію свого хіта El Apagón. До альбому увійшов дует із DJ Flex – La mucura.
У 2009 році Юрій з великим успіхом представлений в Auditorio Nacional у Мехіко. Вона підписала контракт з Warner Music і 20 жовтня був випущений CD-DVD її концертів у Auditorio Nacional під назвою El concierto  2009 року Юрі з великим успіхом виступила в Auditorio Nacional у Мехіко. Вона підписала контракт із Warner Music, а 20 жовтня того ж року вийшов концертний альбом El Concierto, що містив запис її виступів в Auditorio Nacional.

### 2010-ті роки
.2010 року Юрі випустила альбом Inusual, продюсований Скоттом Еріксоном. Вже через два дні після релізу він отримав статус «золотої платівки». Альбом мав успіх у Мексиці та Чилі, а його головними синглами стали Arrepentida та Estoy Cansada поряд із кількома каверами пісні аргентинської співачки Валерії Лінч..
Того ж року Юрі записала головну тему до чилійського телесеріалу Infiltradas – пісню Por el amor de un hombre. 2011 року вона взяла участь у фестивалі Вінья-дель-Мар як член журі.
27 вересня 2011 року співачка випустила альбом Mi tributo al Festival, віддаючи шану фестивалю OTI. До нього увійшли інтерпретації пісень, що перемогли на цьому конкурсі. Першим синглом стала композиція Ay amor авторства Ани Габріель. 2012 року Юрі випустила продовження альбому, головним синглом якого стала легендарна пісня El triste Hose Hose.  Того ж року вона стала ведучою нічного шоу Una noche con Yuri, яке виходило щосуботи на Televisa.
У серпні 2014 року Юрі приєдналася до складу тренерів четвертого сезону мексиканської версії The Voice разом із Ріки Мартіном, Лаурою Паузіні та Хуліаном Альваресом. У вересні того ж року вийшов другий сингл Duele, записаний у дуеті з гуртом Reik. Однойменний альбом надійшов у продаж 14 квітня 2015 року як у фізичних магазинах, так і на цифрових платформах.
2016 року співачка підписала новий контракт із Sony Music і почала роботу над альбомом Yuri en Primera Fila, записаним наживо та включаючи як її хіти, так і нові композиції. Перший неопублікований сингл з альбому – Perdón – вийшов у лютому 2017 року
2017 року Юрі стала ведучою мексиканської версії The Voice Kids, а також повернулася га роль тренера на шостий сезон The Voice México разом із Карлосом Вівесом, Малумою та Лаурою Паузіні. У 2018 році вона працювала тренером The Voice Kids у Колумбії.
2018 року Юрі вперше спробувала себе в музичному театрі, зігравши роль Грізабелли в мексиканській постановці мюзиклу Коти     Того ж року вона була відзначена премією Latin Grammy за музичну досконалість на церемонії в Лас-Вегасі.
У 2019 році Юрі розпочала спільний музичний тур із мексиканським гуртом Pandora, що мав великий успіх.

## Імідж, голос і вплив
Юрі завжди захоплювалася такими артистами як Росіо Дуркаль, Мадонна, Майкл Джексон, Джанет Джексон, Шер і Селія Круз. Водночас вона сама стала джерелом натхнення для багатьох виконавців латиноамериканського ринку, зокрема Юрідії, Марії Хосе, Алехандрі Гусмана та Шакірі. Її внесок у музику зробив її важливою постаттю в культурі Мексики та Латинської Америки.
Кілька її пісень стали частиною успішного мюзиклу Mentiras, присвяченого хітам латиноамериканської музики 1980-х років. Крім того, у виставі є персонаж, на ім'я Юрі, створений на її честь.
Юрі володіє одним із найдивовижнішим голосом у латиноамериканській музиці та має широкий вокальний діапазон.  Вона відома як одна з небагатьох латиноамериканських співачок  1980-х, які досі успішно працюють на сцені, завдяки своїй здатності до еволюції та артистичному таланту.  Як професійна танцівниця, вона легко інтегрує хореографію у свої виступи. Це концерти, відомі видовищними шоу з яскравими костюмами, візуальними ефектами, танцюристами та сценографією — елементами, які не зустрічаються серед артистів її покоління.Хоча її творчість завжди базувалася на жанрах поп і балада, вона експериментувала зі всіма музичними стилями, зокрема роком, болеро, сальсою, ранчеро та госпелом.

## Особисте життя
1988 року Юрі вийшла заміж за публіциста Фернандо Іріарте, сина мексиканської журналістки Максін Вудсайд. Шлюб тривав два роки й був завершений розлученням  1990 року.
З 1995 року досі Юрі одружена з чилійським співаком та євангельським пастором Родріго Еспіноза.  2009 року вона оголосила про своє материнство, усиновивши 7-місячну дівчинку на ім'я Каміла.

## Дискографія
.Tú Iluminas mi Vida (1978)
Есперансас (1980)
Llena de dulzura (1981)
Юрі: Sí, soy así (1983)
Карма Камалеон (1984)
Yo te pido amor (1985)
Спадковий корабель (1986)
Ейр (1987)
Ісла дель Соль (1988)
Sui Generis (1989)
Soy Libre (1990)
Одержима (1992)
Нова ера (1993)
Espejos del Alma (1995)
Más Fuerte que la Vida (1997)
Уельяс (1998)
Que tu fe nunca muera (2000)
Енаморада (2002)
Юрій/A lo Mexicano (2004)
Acompáñame (разом з Міхаресом ) (2006)
Mi Hijita Linda (2008)
Незвичайний (2010)
Mi Tributo al Festival (2011)
Mi Tributo al Festival II (2013)
Незламний (2015)
Primera Fila: Юрій (2017)
Celebrando a una Leyenda (2021)
Yuri y sus Amigos del Regional Mexicano (2025)

## Тури
- Invencible Tour : 2015-2016

### Фім
| рік      | Назва                             | роль    | Примітки                          |
| -------- | --------------------------------- | ------- | --------------------------------- |
| 1978 рік | Milagro en el circo               | Лілія   | Фільм музична комедія             |
| 1983 рік | Secuestro en Acapulco-Canta Chamo | Розіта  | Фільм музична комедія             |
| 1991 рік | Soy libre                         | Мар'яна | Головна роль                      |
| 1995 рік | Altos instintos                   | Міріам  | Головна роль; Християнський фільм |
| 1997 рік | Юрій, mi verdadera historia       | себе    | Християнський байопік             |

### Телебачення
| рік            | Назва                                      | роль                           | Примітки         |
| -------------- | ------------------------------------------ | ------------------------------ | ---------------- |
| 1979–1995 роки | <i id="mwAYs">Siempre en Domingo</i>       | себе                           | Музичний гість   |
| 1982 рік       | Колорина                                   | Італія "Іта" Феррарі           | Повторювана роль |
| 1982 рік       | <i id="mwAZk">El Show de las Estrellas</i> | себе                           | Музичний гість   |
| 1983 рік       | <i id="mwAaA">Вероніка</i>                 | Норма                          | Повторювана роль |
| 1994 рік       | Volver a Empezar                           | Рената «Рені» Хіменес / Чакіра | Головна роль     |
| 2002 рік       | ¡Vivan los niños!                          | Регіна Нор'єга                 | Повторювана роль |
| 2006 рік       | La fea más bella                           | себе                           | 1 епізод         |

## Нагороди та визнання
- 1979 рік: Нагорода Revelation Award на мексиканському фестивалі OTI.
- 1980 рік: Золотий рекорд за продаж 1,000,000 копій альбому Esperanzas.
- 1981 рік:
  - Подвійний платиновий рекорд і золото за продаж майже 2,000,000 копій альбому Llena de Dulzura.
  - Цей альбом отримав золоту платівку в Іспанії за продаж понад 50,000 копій.
  - Золота платівка за найвищі продажі в Колумбії, Еквадорі, Бразилії, Чилі, Перу та Панамі.
  - Нагорода Galardón a los Grandes від телешоу Siempre en Domingo.
- 1982 рік:
  - Найкращий співак року на мексиканському OTI за пісню «Deja».
  - Золота платівка в Іспанії (перша латиноамериканка, яка її отримала).
  - Нагорода в Іспанії як «Міжнародне одкровення».
  - 4 платинові платівки та 1 золота пластинка для альбому Oso Panda de Chapultepec (2,000,000 проданих примірників).
- 1983 рік:
  - Нагорода в Іспанії як «Міжнародне одкровення».
  - Нагорода Galardón a los Grandes від телешоу Siempre en Domingo.
- 1984 рік:
  - Перше місце на мексиканському OTI за пісню "Tiempos Mejores" та нагорода за найкращого виконавця.
  - «Antorcha de Plata» на фестивалі Вінья-дель-Мар: найкраща жіноча вистава.
  - Нагорода Galardón a los Grandes від телешоу Siempre en Domingo.
  - Альбом Karma Kamaleón отримує платинові та золоті платівки (700,000 примірників).
- 1985 рік:
  - Золотий і платиновий рекорд за продаж понад 600,000 копій Yo te pido amor.
- 1986 рік:
  - Номінація на премію Ґреммі США за пісню "Yo te pido amor".
  - Платиновий рекорд за продаж 250,000 примірників Un corazón herido.
  - Нагорода Galardón a los Grandes від телешоу Siempre en Domingo.
- 1987 рік:
  - У рідному Веракрусі відзначили Юрі.
  - Альбом Aire отримав платіжний сертифікат за продаж понад 700,000 копій.
- 1988 рік:
  - Нагорода Lo Nuestro від Univision за альбом Aire.
  - Платиновий рекорд за продаж понад 350,000 примірників Isla del Sol.
  - Нагорода Galardón a los Grandes від телешоу Siempre en Domingo.
  - Збірний альбом 15 éxitos de Oro отримав платинові та золоті записи (350,000 примірників).
- 1989 рік:
  - Премія TVyNovelas як «Співачка з найбільшим набором міжнародних проєктів».
  - Нагорода Galardón a los Grandes від телешоу Siempre en Domingo.
- 1990 рік:
  - Премія ACE як найвидатніша співачка року.
  - Нагорода ERES за найкраще виконання.
  - Золотий і платиновий рекорди за продаж 350,000 копій альбому Sui Generis.
  - Нагорода Galardón a los Grandes від телешоу Siempre en Domingo.
  - Альбом Confesiones de Amor досягає 100,000 проданих примірників.
- 1991 рік:
  - Золотий і платиновий рекорди за продаж 300,000 копій альбому Soy Libre.
  - Дві «Gaviotas de Plata» (Срібні чайки) на фестивалі Вінья-дель-Мар.
- 1992 рік:
  - Премія Aplauso як найкраща жіноча роль.
  - Королева веракруського карнавалу.
  - Премія ERES за найкраще виконання.
  - Премія TvyNovelas за «Proyección en el extranjero» (міжнародний проєкт).
  - Нагорода "Galardón a los Grandes" від телешоу Siempre en Domingo за пісню "El Apagón".
  - Платиновий рекорд за понад 260,000 продажів альбому Obsesiones.
  - Журнал ERES вибрав альбом Obsesiones одним із 10 найкращих альбомів іспанською мовою 1992 року.
- 1993 рік:
  - Премія ERES як найкраща співачка.
  - Премія ERES за найкраще виконання.
  - Подвійний золотий рекорд із продажу в Мексиці понад 250,000 копій альбому Nueva Era.
  - Золотий рекорд у Сполучених Штатах із продажу понад 200,000 примірників.
  - Нагорода "Galardón a los Grandes" від телешоу Siempre en Domingo.
  - Журнал ERES вибрав альбом Nueva Era одним із 10 основних альбомів іспанською мовою 1993 року.
  - Титул «Міс Simpatіа» і «Artista más popular» (Найпопулярніший артист) на фестивалі Вінья-дель-Мар.
  - Королева фестивалю Вінья-дель-Мар.
  - Спеціальне визнання від TVyNovelas як «Найкращий міжнародний співак».
  - Нагорода ERES за найкраще виконання.
  - Нагорода "Galardón a los Grandes" від телешоу Siempre en Domingo.
- 1994 рік:
  - Премія ERES за найкращу пісню з мильної опери "Volver a empezar".
  - Премія ERES за найкращу жіночу роль.
  - Премія TvyNovelas за найвищий рейтинг телевізійної мильної опери в США з Volver a empezar.
  - Золотий рекорд продажів 100,000 копій альбому Reencuentros.
- 1995 рік:
  - Премія ERES за найкращу жіночу роль.
  - Золотий диск для альбому Espejos del Alma.
- 1997 рік:
  - Вшанування її 25 років творчої кар'єри в телешоу Siempre en Domingo.
  - Нагорода "Galardón a los Grandes" від телешоу Siempre en Domingo.
- 1998 рік:
  - Золотий рекорд для альбому Huellas за продаж понад 150,000 примірників.
  - Золота платівка в Пуерто-Ріко для альбому Huellas за продаж 50,000 примірників.
- 2006 рік:
  - Платиновий рекорд за 100,000 продажів альбому Acompáñame в дуеті з Міхаресом.
- 2007 рік:
  - Премія Ойе за 30 років творчої діяльності.
  - Вшанування в Premios Oye за її довгу та успішну кар'єру.
- 2008 рік:
  - Воскова статуя в музеї Веракруса, яка визнає її важливу спадщину як веракрусанки в музиці.
  - Золоті та платинові записи для її концертного альбому Yuri, Vive La Historia за продаж понад 100,000 примірників.

Це період, у якому Юрі підкреслила своє місце в музичній індустрії, отримавши визнання за свій тривалий внесок у музику та культурну спадщину.

## Дивіться також
- Список найбільш продаваних виконавців латинської музики
- Жінки в латинській музиці

## Зовнішні посилання
- Офіційний сайт
- Юрі на сайті IMDb (англ.)